# Аджиголь (Приморський)
Аджиґо́ль (крим. Accıgöl) — місцевість селища Хафуз (Приморський), знаходиться на заході селища.

## Опис
Дачна забудова, місце компактного проживання кримських татар, які повернулися з депортації.
Головні вулиці: Високовольтна, Гаспринського, Аджигольська, Кафа, Амет-Хана Султана.
Діє мечеть Аджиголь Джамісі (або Мечеть Хафіз) і мусульманська громада. Будівництво мечеті почалося у 2002 році, перша служба пройшла у квітні того ж року. Служби у мечеті проходять по п'ятницях.

### Кучук-Аджиголь
Агломерація, виділена Береговою сільрадою під забудову приватними та юридичними особами у 2011 році. Район забудови фактично зливається з районом Аджиголь та агломерацією Приморського.